# 朱企鉁

岷世孫朱企鉁（？—1614年），為岷僖靖世子朱幹跬嫡長子。他在萬曆二十八年（1549年）封岷世孫。但他未及嗣封岷王就在萬曆四十二年（1614年）去世。後來兒子岷哲王朱禋洪嗣封岷王，並未追封他為岷王。